# Bethlehem (album)
Bethlehem è l'ottavo album in studio del gruppo metal tedesco Bethlehem, pubblicato nel 2016.

## Tracce
1. Fickselbomber Panzerplauze – 4:11
2. Kalt' Ritt in leicht faltiger Leere – 5:28
3. Kynokephale Freuden im Sumpfleben – 5:19
4. Die Dunkelheit darbt – 3:17
5. Gängel Gängel Gang – 4:38
6. Arg tot frohlockt kein Kind – 5:11
7. Verderbnisheilung in sterbend' Mahr – 5:42
8. Wahn schmiedet Sarg – 5:34
9. Verdammnis straft gezügeltes Aas – 5:14
10. Kein Mampf mit Kutzenzangen – 6:28